# Mecke Druck und Verlag
Mecke Druck und Verlag ist ein Druck- und Verlagshaus mit Sitz in Duderstadt in Niedersachsen.

## Geschichte
Im Jahr 1901 gründete Aloys Mecke eine Buchbinderei und Buchhandlung, die 1908 um eine Druckerei erweitert wurde. Gleichzeitig kamen Verlagsaktivitäten hinzu.
1970 wurde die Firma aufgeteilt. Helmut Mecke übernahm den Betriebsteil Druckerei und die Verlagssparte der Ursprungsfirma mit der neuen Firmenbezeichnung Mecke Druck und Verlag. Seit der Firmenneuausrichtung 1970 wurden neben verschiedenen Buchreihen für die Göttinger Georg-August-Universität und die Deutsche Geologische Gesellschaft über 350 Buchtitel mit regionalem Bezug produziert. Der Internetshop von Mecke Druck und Verlag weist im Mai 2008 570 Titel mit Beiträgen von knapp 600 registrierten Autoren auf.

## Produkte
Neben Druckerzeugnissen für Privat- und Geschäftskunden wurden überwiegend Bücher und Zeitschriften mit regionaler Literatur und speziell Heimatliteratur des Eichsfeldes und des südniedersächsischen Raumes hergestellt und verlegt. 2013 wurden ca. 50 Bücher und Broschüren als E-Book herausgebracht, die jedoch wegen zu geringer Nachfrage zwei Jahre später wieder aus dem Verlagsprogramm genommen wurden.

## Heimatzeitschriften
- Eichsfelder Heimatglocken (1920–1923)
- Unser Eichsfeld (1924–1943)
- Mein Eichsfeld (1925–1940)
- Die Goldene Mark (1950–1992)
- Eichsfelder Heimatglocken (1952–1956)
- Eichsfelder Heimatstimmen (1984–1993)
- Unser Eichsfeld (1992)
- Monatszeitschrift „eichsfeld“ (1993–2002)
- Eichsfelder Heimatzeitschrift (2003–2021)
- Südniedersachsen (1995–2025)

## Autoren
die im Mecke Verlag publizierten: (Auszug)
- Peter Anhalt
- Peter Aufgebauer
- Johannes Braun
- Helmut Bömeke
- Wolfgang Dahms
- Helmut Godehardt
- Jos. Gottlieb, Pseudonym: Heinrich v.d. Eller
- Karl Paul Haendly
- Carl Philipp Emil Freiherr von Hanstein
- Hans-Dieter von Hanstein
- Konrad Hentrich
- Josef Keppler
- Klemens Löffler
- Robert Nelz
- Bernhard Opfermann
- Bernhard Otto
- Edgar Rademacher
- Josef Reinhold
- Heinz-Gerd Röhling
- Hermann Tallau
- Wolfgang Trappe
- Erich Steffen
- Günther Wiegand
- Levin von Wintzingeroda-Knorr
- Johann Vinzenz Wolf